# Artec 3D
Artec 3D es un desarrollador y productor de hardware y software para escaneo 3D. La compañía es un grupo internacional con sede en Luxemburgo y subsidiarias en los Estados Unidos de América (Santa Clara), Montenegro (Bar) y China (Shanghái). Los productos y servicios de Artec 3D son usados en varias industrias, incluida la ingeniería, el cuidado de la salud, medios y diseño, entretenimiento, educación, moda y preservación del patrimonio histórico. En 2013 Artec 3D lanzó un sistema de escaneo 3D automático de cuerpo completo, Shapify.me, el cual crea retratos llamados Shapies.

## Tecnología
Los escáneres 3D capturan la geometría de un objeto y producen modelos digitales tridimensionales. Los escáneres de Artec 3D son escáneres de luz estructurada. Operan al proyectar luz a un objeto en un patrón, usualmente en la forma de múltiples rayos paralelos. Al proyectar una patrón malla a un objeto, los escáneres pueden capturar la deformación o distorsión desde múltiples ángulos y luego calcular la distancia a puntos específicos en el objeto mediante triangulación. Las coordenadas tridimensionales obtenidas son empleados para reconstruir digitalmente el objeto del mundo real. Los escáneres de luz pueden emplear bien sea luz azul o luz blanca, la empelada por los escáneres de Artec. El tipo de luz no impacta el proceso o los conceptos detrás de la tecnología.

## Hardware
Eva
Eva es un escáner a color que se sostiene con la mano, el cual fue lanzado en 2012 y que puede capturar y procesar hasta dos millones de puntos por segundo. El escáner fue diseñado para capturar objetos de tamaño mediano a grande. El artefacto tiene un área de escaneo de 214 x 148 mm en su rango más cercano y 536 x 371 mm en el más lejano, una resolución 3D de hasta 0,5 mm y un punto de precisión 3D de 0,1mm. Eva puede operar a distancias entre 0,4 m y 1 m del objeto, capturando hasta 16 cuadros por segundo. Los datos pueden ser exportados como archivos OBJ, PLY, WRL, STL, AOP,ASCII, PTX, E57, o XYZRGB. Eva no necesita tiempo de calentamiento y puede ser usado tan pronto es encendido.
Spider
El Spider es un escáner a color que se sostiene con la mano, el cual fue lanzado en 2013 y que fue diseñado para capturar objetos más pequeños y complejos con alta resolución y precisión. El artefacto tiene una resolución tan alta como de 0,1 mm y un punto de precisión de hasta 0,05 mm. El Spider no requiere de marcadores o de alineamiento manual durante el post procesamiento. Requiere de un calentamiento de 30 minutos para lograr máxima precisión. Los escaneos resultantes pueden ser exportados a una variedad de formatos de archivos, incluyendo OBJ y STL.
Space Spider
El Space Spider es un escáner 3D a color que se sostiene con la mano, el cual fue lanzado en 2015. El Space Spider emplea luz azul tipo LED como fuente  y tiene una resolución 3D de hasta 0,1 mm con una precisión de 0,05 mm. Opera en distancias entre 170 mm y 350 mm del objeto.[14] El artefacto fue desarrollado inicialmente para ser empleado en la Estación Espacial Internacional e incorpora un avanzado sistema de control de la temperatura para prevenir el recalentamiento, un inconveniente común con los aparatos electrónicos que se emplean en el espacio. El escáner requiere de un periodo de calentamiento de tres minutos para alcanzar la máxima precisión y puede garantizar la precisión inclusive después de varias horas de uso constante.
Ray
Ray es un escáner láser 3D portátil diseñado para capturar objetos y áreas grandes en gran detalle, desde hasta 110 metros de distancia. Lanzado en 2018, Ray escanea con una precisión submilimétrica (hasta 0.7 mm) y con el mínimo ruido, lo que reduce significativamente los tiempos de post-procesamiento. Artec Ray es ideal para aplicaciones de ingeniería inversa e inspección, así como para preservación histórica, tanto en interiores como en exteriores. Esta compacta solución "LIDAR" (menos de 5 kg) es portátil, con una batería interna que brinda a los usuarios hasta 4 horas de escaneo in situ. El color se obtiene a través de dos cámaras de 5 megapíxeles totalmente integradas. Los escaneos se realizan directamente en el software Artec Studio, que ofrece una gama completa de herramientas de posprocesamiento. Los escaneos también se pueden exportar a Geomagic Design X para más opciones de procesamiento. También es posible controlar Ray a distancia a través de un iPhone o iPad con la aplicación Artec Remote (Wifi). El mando remoto permite al usuario realizar vistas previas, seleccionar una o varias áreas de escaneo, escanear y guardar los datos directamente en una tarjeta SD, así como cambiar la configuración de escaneo y verificar el estado de la batería y del escáner.
Shapify Booth
La Shapify Booth es una cabina automatizada para el escaneo corporal de cuerpo completo en 3D, la cual fue lanzada en 2014 y contiene cuatro escáneres de Artec que se sostienen con la mano y una plataforma estacionaria. Los escáneres 3D rotan en 360 grados alrededor de la persona para capturar 700 superficies en 12 segundos. Los datos capturados son luego convertidos de manera automática, en aproximadamente 5 minutos, en un preciso modelo 3D a todo color, listo para ser impreso. Las Shapify Booths pueden ser compradas o alquiladas por negocios alrededor del mundo.
Broadway 3D
Broadway es el sistema biométrico de reconocimiento facial desarrollado por Artec bajo la marca Artec ID. El aparato está equipado con un sistema de visión y diferencia la geometría matizada con una precisión que va hasta fracciones de milímetro. Requiere de menos de un segundo para el reconocimiento facial y tiene un tiempo de registro de dos segundos. Broadway 3D suministra un rango de distancia de trabajo de 0,8 m a 1,6 m y puede reconocer hasta 60 personas por minuto. La tecnología fue empleada en el Aeropuerto Internacional de Sochi para aumentar la seguridad con ocasión de los Juegos Olímpicos de Invierno 2014.
Leo
Lanzado en 2018, Leo es un escáner 3D a color portátil y ergonómico con procesamiento automático integrado. Leo cuenta con una pantalla táctil para que los usuarios puedan ver como cobra vida en tiempo real una réplica en 3D del objeto escaneado. Al rotar y ampliar el modelo, el usuario puede ver si se ha pasado por alto alguna zona, lo que permite una cobertura completa en un solo escaneado. Con una distancia de trabajo de 0,35 - 1,2 m, Leo es un escáner profesional de alta velocidad, diseñado para capturar desde piezas pequeñas hasta grandes superficies como escenas de crímenes y maquinaria pesada. Tiene un campo de visión angular de 38,5 × 23° y una zona de captura de volumen de 160.000 cm³. La velocidad de captura de datos es de hasta 3 millones de puntos/segundo. No requiere de marcadores de objetivo y puede operar eficazmente a plena luz del día o en completa oscuridad, y todo lo que se encuentre en el medio. Totalmente móvil y totalmente inalámbrico, sin necesidad de cables. Las tarjetas de memoria SSD permiten capturas ilimitadas. Construida sobre la plataforma NVIDIA® Jetson™, con una CPU ARM® Cortex-A57 MPCore de cuatro núcleos TX1, una GPU NVIDIA Maxwell™ 1 TFLOPS con 256 núcleos NVIDIA® CUDA®; un sistema inercial integrado de 9 DoF, con acelerómetro, giroscopio y brújula, por lo que Leo siempre conoce su posición física y su entorno.
Micro
Micro es un escáner 3D de escritorio automático diseñado para crear réplicas digitales de objetos muy pequeños. Presentado en 2019, las cámaras gemelas a color de Micro están sincronizadas con su sistema de rotación de doble eje para escanear objetos de hasta 90mm x 60mm x 60mm. Utilizando tecnología de luz azul, Micro tiene una precisión 3D de hasta 10 micras, y exporta a formatos de archivo comunes, incluyendo STL, OBJ, y PTX.
Para preparar el escaneo, los objetos se montan simplemente sobre la plataforma de escaneo de Micro, el usuario escoge entre un abanico de rutas de escaneo predeterminadas, o selecciona las suyas propias, y comienza el escaneo. Una solución ideal para la inspección de calidad y la ingeniería inversa de objetos muy pequeños, Micro también se puede usar para la odontología, la joyería y otros campos.

## Software
Artec Studio
Artec Studio es un software para el escaneo y post procesamiento 3D. Los datos son capturados y separados en varios “escaneos”, los cuales son procesados y fusionados en un modelo 3D. Studio incluye un tipo de post procesamiento totalmente automático llamado “Piloto Automático”, el cual guía a los usuarios a través de preguntas relacionadas con las características del objeto a ser escaneado y provee la opción de ser guiado a lo largo del post procesamiento. El modo de Piloto Automático alinea automáticamente los escaneos en un sistema coordinado global, determina los algoritmos a ser usados durante el post procesamiento, limpia los datos capturados y elimina las superficies bases. Una vez completado, los datos capturados pueden ser exportados a 3D Systems Geomagic Design X y SOLIDWORKS para procesamiento CAD adicional.
ScanApp de Artec
Artec ScanApp is a Mac OS X (supports El Capitan & Yosemite) application that allows data to be captured from a Artec Eva 3D Scanner to a Macintosh computer. Data collected with ScanApp can be processed within the software, or exported to a Windows PC for further processing with Artec Studio.
Escaneo SDK de Artec
El Escaneo SDK de Artec es un Kit de Desarrollo de Software que le permite a las personas naturales o jurídicas ajustar sus aplicaciones de software existentes o desarrollar nuevas, para trabajar con los escáneres 3D de Artec que se sostienen con la mano.

## Industrias y aplicaciones
Los escáneres de Artec 3D que se sostienen con la mano, así como su software, han sido empleados en diferentes industrias. Ejemplos notables de aplicaciones en industrias específicas incluyen:
Ingeniería & Manufactura, para crear modelos 3D de:
- Tuberías de agua por el proveedor del servicio de agua y alcantarillado del Reino Unido, Thames Water, con el propósito de evaluar su condición y priorizar el mantenimiento;[44][45]
- El suelo de los automóviles para la creación de tapizado hecho a la medida por Nika Holding, una compañía que hace accesorios hechos a la medida para automóviles.[5]

Cuidado de la salud, para crear:
- Cascos protectores para bebés con Plagiocefalia Posicional, elaborados por The London Orthotic Consultancy;[46]
- Prótesis y ortopedia hecha a la medida;[47]
- Máscaras faciales pre y post cirugía para pacientes que se someten a operaciones estéticas, plásticas y reconstructivas.[48]

Ciencia & Educación,para asistir en la investigación global y la preservación digital:
- Restos fosilizados de un cocodrilo, un elefante y una tortuga gigante de 1,8 millones de años, en la Cuenca del Lago Turkana en el norte de Kenia por el Turkana Basin Institute y Louise Leakey;[49]
- Con el mercado de impresiones 3D, Threeding, 55 modelos de pájaros extintos y en peligro de extinción, incluyendo el águila imperial oriental, el águila de cola blanca y el búho boreal;[50]
- 500 sitios de patrimonio cultural (incluyendo el Rani ki vav en India y el Monumento de Washington) y la colección de relieve asirio del Museo Británico, en colaboración con la ONG internacional CyArk;[51]
- Colecciones de artefactos históricos y religiosos del Museo Histórico de Stara Zagora, el Museo Histórico de Regional de Varna y Pernik, y el Museo Nacional de Historia Militar (Bulgaria), en colaboración con Threeding;[52][53]
- Esqueletos fosilizados de la especie del Homo naledi en la Cámara Dinaledi del sistema de cavernas Rising Star, cerca de Johannesburgo, África, por la Universidad de Witwatersrand;[54]
- Cráneos humanos, de vacas, zorros y gatos monteses para crear un museo interactivo de cráneos en el Laboratorio de Visualización de la Universidad San Cloud en Minnesota, permitiéndole a los estudiantes y la facultad examinar objetos que, de otra manera, serían muy frágiles para sostener;[55]
- Artefactos históricos por parte de los estudiantes de grados 11 y 12 de Mid-Pacific Institute, como parte de asignatura Estudio de Museos.[56]

Arte & Diseño, para digitalmente capturar:
- Al Presidente de los Estados Unidos, Barack Obama, para la creación del primer busto presidencial impreso en 3D;[57]
- Una cabeza esculpida de un dinosaurio de la película Jurassic World, lo cual permitió que fuera pasada a una escala requerida por la película;[58]
- La cabeza de Stephen Colbert, la cual fue clonada para el comercial de Wonderful Pistachio que salió al aire durante el Super Bowl 2016;[59]
- El anfitrión de televisión Larry King, el expresidente y director de Marvel Comics, Stan Lee, la cantante y actriz estadounidense, Christina Milian, para la creación de los figurines miniatura de CoKreeate.[60]